# Franz Abraham
Franz Abraham (* 6. März 1964 in Rosenheim, Bayern) ist ein deutscher Event-Manager und Musikproduzent.

## Leben
Abraham arbeitete schon in seinen Jugendjahren als Konzertveranstalter und verpflichtete international renommierte Stars der klassischen Musik in seine Heimatstadt Rosenheim. Außerdem wollte er Rennfahrer werden, gab diesen Traum allerdings nach einem schweren Unfall (1987) auf. Er studierte Philosophie und absolvierte eine betriebswirtschaftliche Ausbildung.
Im Jahr 1986 gründete er seine Produktionsfirma „Art Concerts“ und veranstaltete Konzerte unter anderem mit David Bowie, Plácido Domingo, den Drei Tenören und den Rolling Stones. 1992 in München und 1996 in Kopenhagen organisierte er das Musikfestival „Art Projekt“, in dem er unterschiedliche musikalische Stilrichtungen vereinte. Im Jahr 1995 folgte die Welttournee seiner Open-Air-Operninszenierung „Carmina Burana“ („Carmina Burana Monumental Opera“). Seit 2001 konzentrierte sich Abraham auf eigene Musiktheater-Produktionen wie „Ben Hur Live“ (2009) mit der Musik von Stewart Copeland.
Aufgrund eines externen Antrags hat die ART CONCERTS GmbH 2010 Insolvenz angemeldet. Infolge des eingereichten Insolvenzantrags wurden gegen Abraham mehrere Anzeigen wegen Betrugs bei der Staatsanwaltschaft München II eingeleitet.